# Aeroportul Dalbandin
Aeroportul Dalbandin (IATA: DBA, ICAO: OPDB) este un aeroport din Baluchistan⁠(d), Pakistan ce deservește zona Dalbandin⁠(d). A fost numit după zona deservită.
Situat la o altitudine de 848 m, aeroportul dispune de o singură pistă. Este operat de Pakistan Civil Aviation Authority⁠(d).